# Рунг, Нина
Нина Рунг (швед. Nina Rung); 26 декабря 1981) — шведский криминолог, специалистка в области гендерных исследований, полемист, популяризатор науки, общественный деятель.
Рунг изучала криминологию и науку о гендере в Университете Стокгольма, занимается проблемами насилия в целом и, в частности, сексуального насилия. Она работала в полиции Стокгольма, где расследовала дела о насилии в близких отношениях, о сексуальном насилии в отношении детей и имеет многолетний опыт работы по предотвращению преступлений, связанных с насилием и сексуальным насилием. По мнению Рунг существует два основных метода противодействия преступлениям, в которых дети становятся жертвами: первый — ознакомление детей об их правах и личных границах, второй — правильное воспитание мальчиков. Рунг выдвинула несколько предложений о снижении уровня насилия в близких отношениях, в том числе путем просвещения дошкольников и школьников о насилии в близких отношениях, а также путем противостояния культуре мачизма в спорте на официальном уровне.
В 2014 году Рунг совместно со своим партнером Петером Свенссоном основала объединение «Хюскураж» (шв. Huskurage) для того, чтобы препятствовать и предотвращать домашнее насилие с помощью соседей. Рунг призывает соседей информировать арендодателей и муниципалитеты о случаях насилия и распространять информацию о деятельности объединения.
Рунг работала экспертом в организованном Европейским союзом проекте Judex+, проводившемся в 2016—2018 годах. Проект был направлен на реализацию приспособленной для детей правовой системы, подразумевающей судебные разбирательства против сексуального насилия.
Рунг также выступает с лекциями в проектах некоммерческой организации Трескаблиноль (шв. Treskablinoll), выступающей в защиту детей, подвергшихся сексуальному насилию.